# Alekszandr Vlagyimirovics Beketov
Alekszandr Vlagyimirovics Beketov (oroszul: Александр Владимирович Бекетов) (Voszkreszenszk, 1970. március 14. –) olimpiai bajnok orosz párbajtőrvívó.